# Tepetzintla, Tlatlauquitepec
Tepetzintla är en ort i Mexiko.   Den ligger i kommunen Tlatlauquitepec och delstaten Puebla, i den sydöstra delen av landet, 180 km öster om huvudstaden Mexico City. Tepetzintla ligger 854 meter över havet och antalet invånare är 191.
Terrängen runt Tepetzintla är bergig åt sydost, men åt nordväst är den kuperad. Runt Tepetzintla är det ganska tätbefolkat, med 179 invånare per kvadratkilometer. Närmaste större samhälle är Ciudad de Tlatlauquitepec, 14,0 km söder om Tepetzintla. I omgivningarna runt Tepetzintla växer i huvudsak städsegrön lövskog.